# Colonne du Congrès
La colonne du Congrès (en néerlandais : Congreskolom) à Bruxelles est une colonne commémorative conçue par l’architecte Joseph Poelaert. Elle a été édifiée à l'initiative de Charles Rogier, entre 1850 et 1859, en commémoration du Congrès national de 1830-1831. En 1922, on a inhumé à son pied la tombe du Soldat inconnu à la mémoire des soldats belges morts durant la Première Guerre mondiale.

## Histoire de sa construction
À l'occasion des fêtes de l'Indépendance de septembre 1849, Rogier déclarait :
« Sur nos places publiques s'élèvent et se dresseront des statues érigées à la mémoire des hommes qui ont illustré la Belgique par leurs actions ou par leur génie. Un hommage non moins solennel est dû à ceux qui ont fixé les destinées nouvelles du pays, après la fondation de son indépendance. En leur rendant hommage, la génération présente ne fera, on peut l'affirmer, que devancer le jugement de la postérité et anticiper sur sa reconnaissance ».
Le programme du concours d'architecture ouvert dès le 15 octobre, trop contraignant pour susciter des œuvres originales, est loin de faire l'unanimité. Le choix de la colonne comme symbole de l'Indépendance apparaît, pour d'aucuns, anachronique. L'emplacement ne leur semble pas plus heureux :
« Le monument sera dévoré par l'immense masse d'air qui l'enveloppera de toutes parts. (...) La colonne sur le fond du tableau du panorama "fera l'effet d'une cassure dans la toile" ».
« Un monument ne peut satisfaire l'œil et le goût qu'à la condition expresse de concorder à la fois par son caractère et par ses dimensions avec l'étendue de l'emplacement qui lui est assigné, et le style général des constructions qui l'environnent (…). La Place des Panoramas, exiguë dans ses dimensions, étroitement resserrée entre les maisons qui forment l'alignement de la rue Royale (…), ouverte dans le but unique de conserver à la belle perspective qu'offre à cet endroit une heureuse disposition de terrain, fait mentir le titre de place qu'on lui a accordé et sa disposition comme sa destination n'en font qu'une véritable terrasse. Terrasse sur laquelle un monument pourrait être sans doute d'un effet pittoresque, mais qui ne saurait, sous peine de disproportion, mettre à ce monument que des dimensions fort restreintes ».
La polémique autour de l'emplacement de la colonne prend un tour plus politique lorsqu'un conseiller communal, alors que les travaux piétinent, propose, en 1854, de la déplacer au rond-point de la rue de la Loi, à mi-distance entre le boulevard de ceinture et le champ de manœuvres de l’armée. Il y gagnerait en visibilité, ne gâcherait pas le panorama et serait mieux proportionnée au site.
Malgré l'accueil favorable du public, qui craint néanmoins qu'on prenne prétexte du déplacement pour abandonner le projet, le ministre de l'Intérieur, M. Piercot, y oppose une fin de non-recevoir. Les plans ont été approuvés par le Parlement qui devrait être consulté avant toute modification, surtout si elle entraîne, comme c'est à prévoir, des dépenses supplémentaires. Ce serait en outre un parjure à la cérémonie de pose de la première pierre qui a un caractère sacré. Enfin, et surtout, un compromis politique est intervenu en 1853 entre catholiques et libéraux pour construire en parallèle l'église Notre-Dame de Laeken, mémorial à la reine Louise-Marie d'Orléans épouse du roi Leopold 1er, et la colonne du Congrès qui sont toutes les deux inspirées par le même esprit de reconnaissance.
Le peu de liberté laissé par le programme n'empêchera pas la participation de 53 candidats à l'épreuve du concours d'architecture. La masse, souvent imposante, du socle donne à un grand nombre de projets, par ailleurs difficiles à distinguer, l'aspect de monuments funéraires. À l'exception d'une variante qui prévoit un escalier à vis tournant autour de la colonne, dédoublé à l'intérieur pour les jours de pluie, on ne note de différence que dans la décoration plus ou moins chargée ou colorée du stylobate.
Le jury désignera vainqueurs ex aequo du concours les architectes Pierre Dens pour son projet L'Espérance et Joseph Poelaert pour L'Union fait la Force. Après qu'ils ont été invités à retravailler leurs esquisses pour les départager, c'est finalement Joseph Poelaert qui est chargé, sous la surveillance de la Commission des Monuments, de la réalisation de la colonne. Il dessinera aussi les plans des hôtels particuliers, de style néo-Renaissance italienne, qui entourent la place. Ce sont, sans doute, les premiers témoins de l'architecture éclectique à Bruxelles. Malgré une certaine lourdeur, il n'en est pas moins incontestable que les hôtels de la place du Congrès présentent un effet de masse, une apparence cossue et encadrent très bien la magnifique perspective que l'on a devant les yeux.
Neuf années se sont écoulées entre la pose de la première pierre, le 24 septembre 1850, et l'inauguration de la colonne, le 26 septembre 1859. Si les crises gouvernementales et les évènements extérieurs n'y sont pas indifférents, l'absence d'un plan suffisamment étudié et les modifications incessantes apportées par l'architecte sont les premières responsables de ce retard. En 1852, on en était encore à discuter du choix des matériaux. Il est vrai que l'utilisation du bronze, de la pierre ou de la fonte, en même temps qu'elle dépendait des disponibilités budgétaires, constituait une des rares libertés de la composition.
Peut-être le refus du roi Léopold Ier de Belgique de voir la colonne couronnée de sa statue retarda-t-elle encore le jour de l'inauguration. Prenant prétexte d'un voyage en France qu'il aurait pu facilement remettre, il s'y fit en tout cas représenter par le prince Philippe.
Au centre de la place des Panoramas, baptisée place du Congrès pour l'occasion, la colonne enfin érigée constitue désormais le point de mire du quartier Notre-Dame aux Neiges voisin. Tous les projets de plan d'aménagement du quartier, assaini entre 1875 et 1885, tentent de dégager la perspective de la colonne et articulent la voirie autour d'elle en conséquence.

## La colonne du Congrès

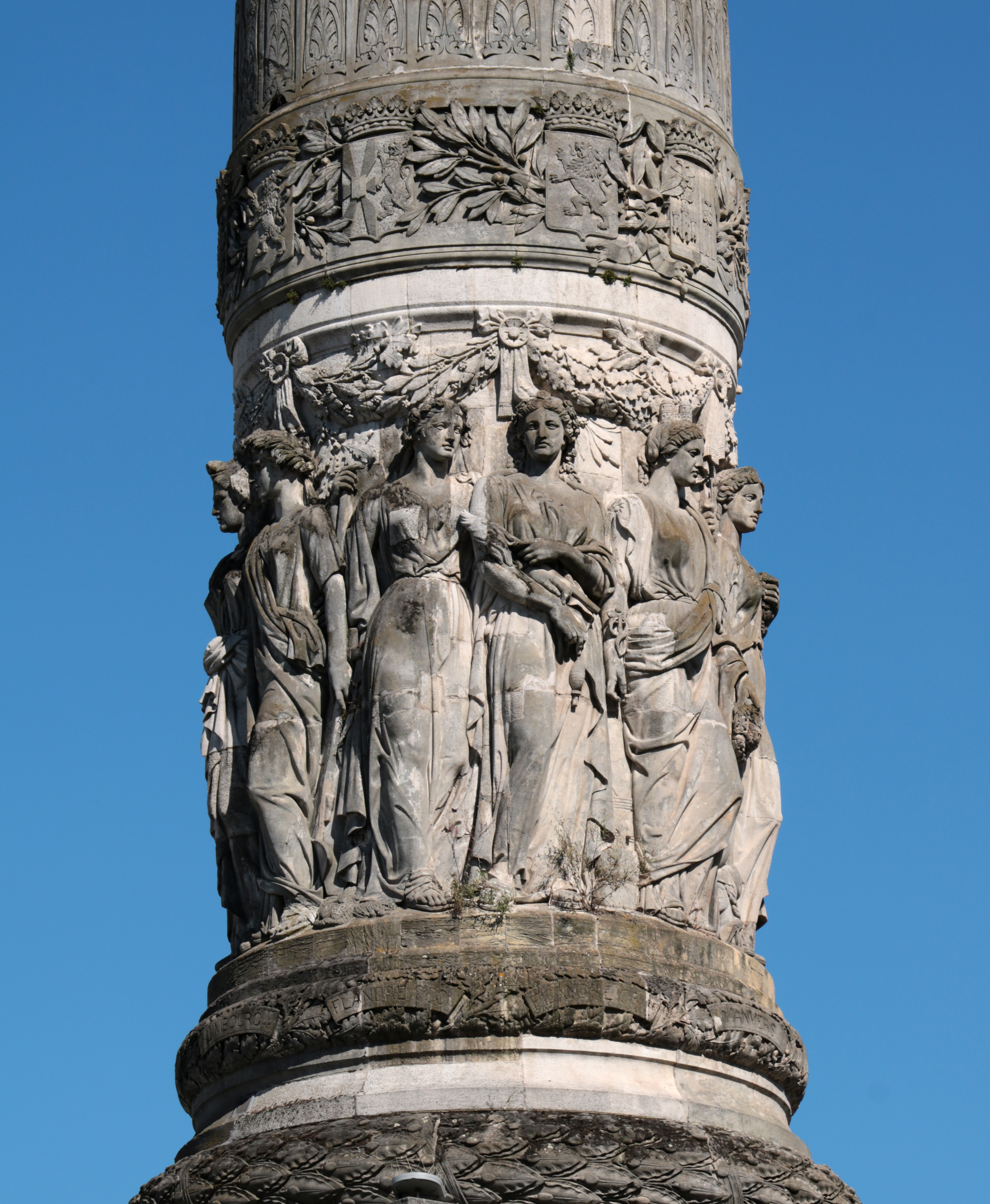
Détail de la frise.

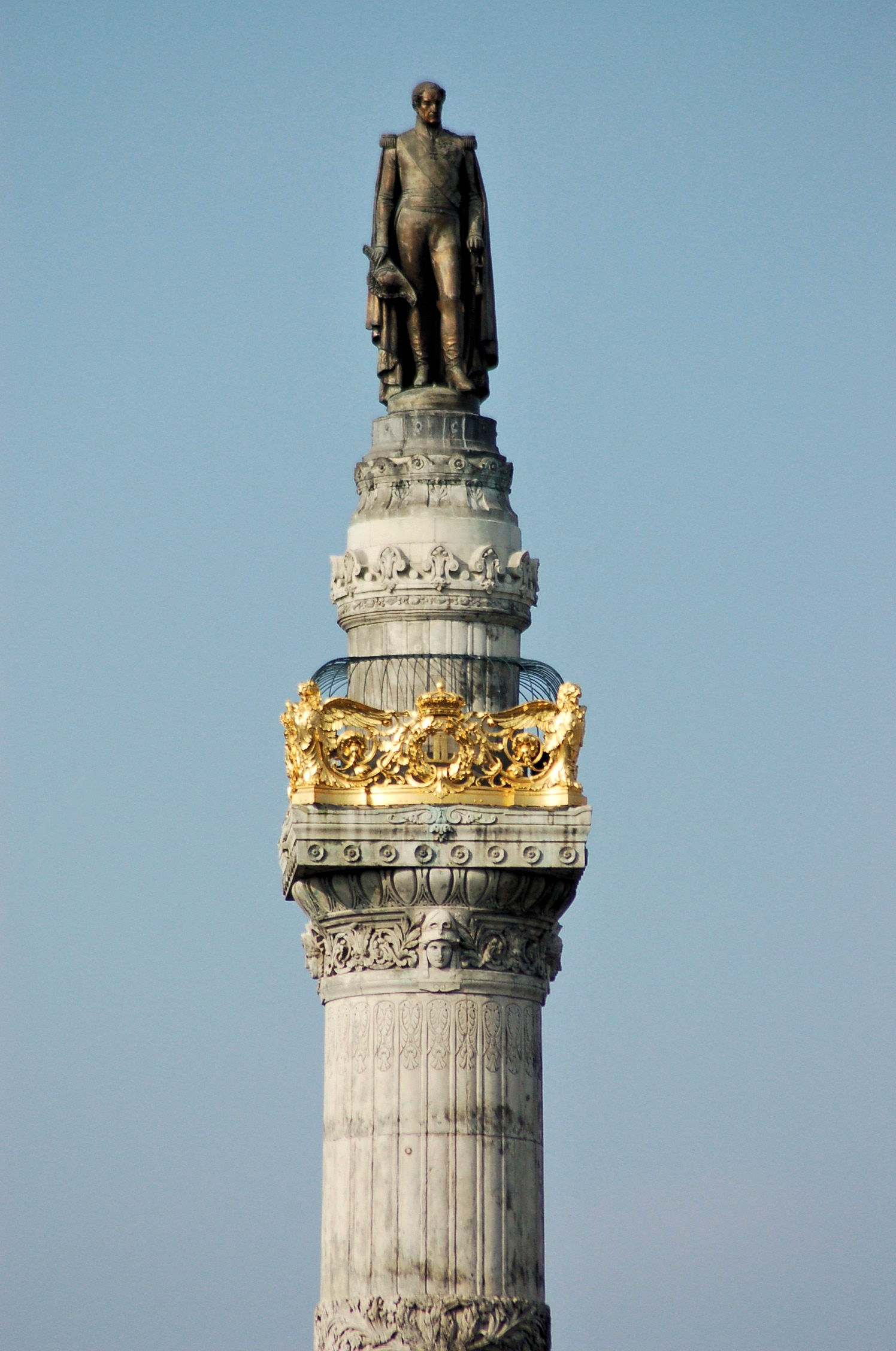
Léopold I^{er}, statue réalisée par Guillaume Geefs. Vue depuis la rue Royale.

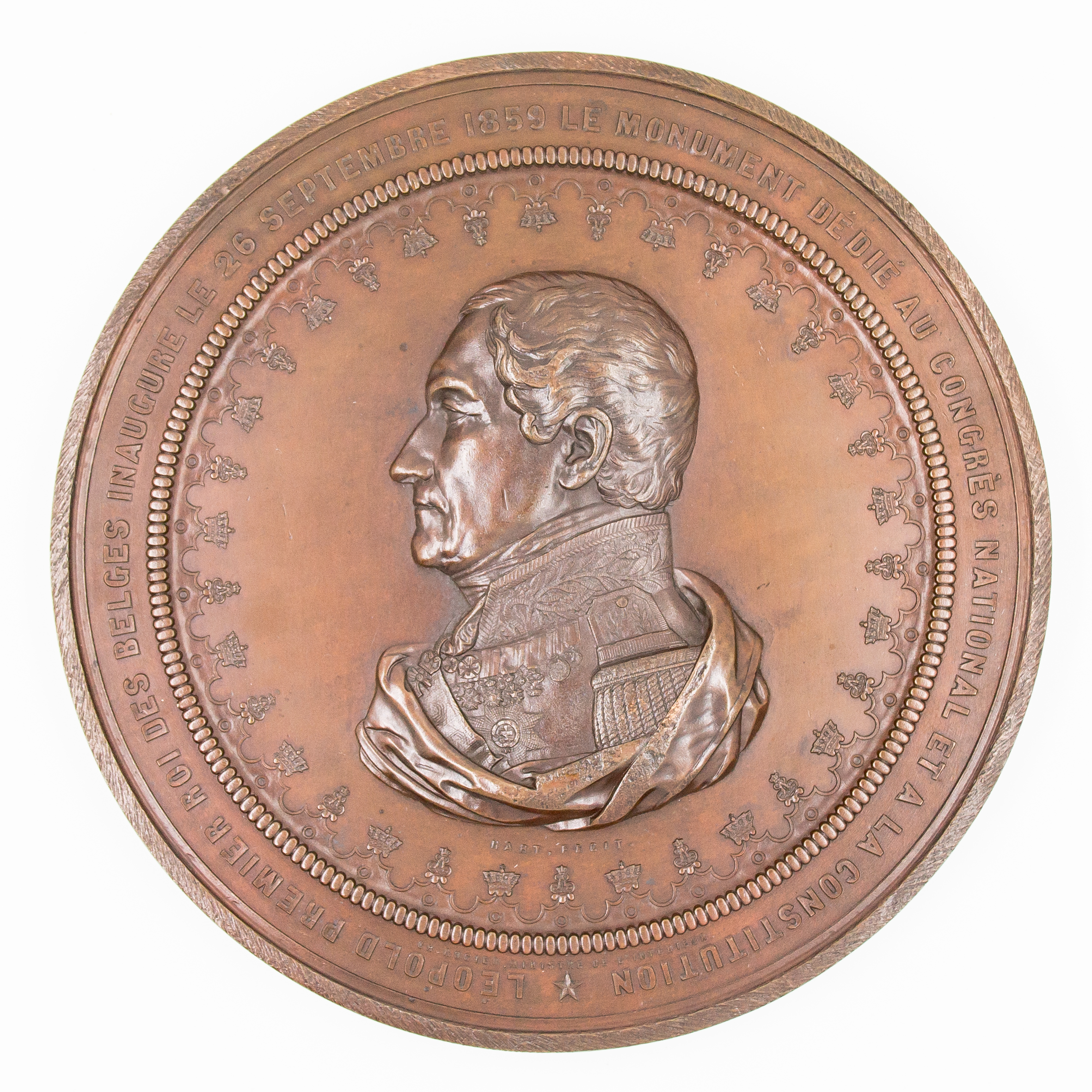
Avers d'une médaille commémorant l'inauguration de la Colonne du Congrès le 26 septembre 1859 et représentant Léopold Ier.

Inspirée de la colonne Trajane, elle commémore le Congrès national de 1830 qui rédigea la Constitution belge.
Le monument, d’une hauteur totale de 47 mètres, contient un escalier intérieur hélicoïdal de 193 marches. Elle est surmontée d’une statue de 4,70 mètres de haut, représentant le premier roi des Belges, Léopold Ier, œuvre du sculpteur Guillaume Geefs.
Sur le socle, sont gravés les grandes dates de l'indépendance, les noms des membres du Congrès et ceux des membres du Gouvernement provisoire constitué après la révolution belge, ainsi que les grands principes de la Constitution. Quatre hautes figures féminines, œuvres de différents sculpteurs, symbolisent les Libertés fondamentales garanties par la Constitution, la Liberté des cultes (Eugène Simonis), la Liberté d’association (Charles-Auguste Fraikin), la Liberté de l’enseignement et la Liberté de la Presse (toutes deux de Joseph Geefs). C'est à la Fonderie Royale des Canons de Liège, sous la direction du fondeur français Victor Thiébaut, que furent coulés les bronzes de la statue de Léopold Ier et celles de la Liberté des Cultes, d'Association et de Presse. Deux lions monumentaux, œuvres de Eugène Simonis sont placés à l'avant du monument. Lors de l'inauguration du monument, en septembre 1859, ceux-ci ne sont encore que des réalisations provisoires en plâtre, qui seront retirées peu après. Les lions définitifs ne seront coulés qu'ensuite par la Compagnie des Bronzes de Bruxelles, et installés en décembre 1864. Le sculpteur, contrairement aux recommandations de la Commission des monuments, les a représentés debout, et curieusement marchant à l'amble, ce qui n'est pas naturel pour un félin.

Les Libertés fondamentales
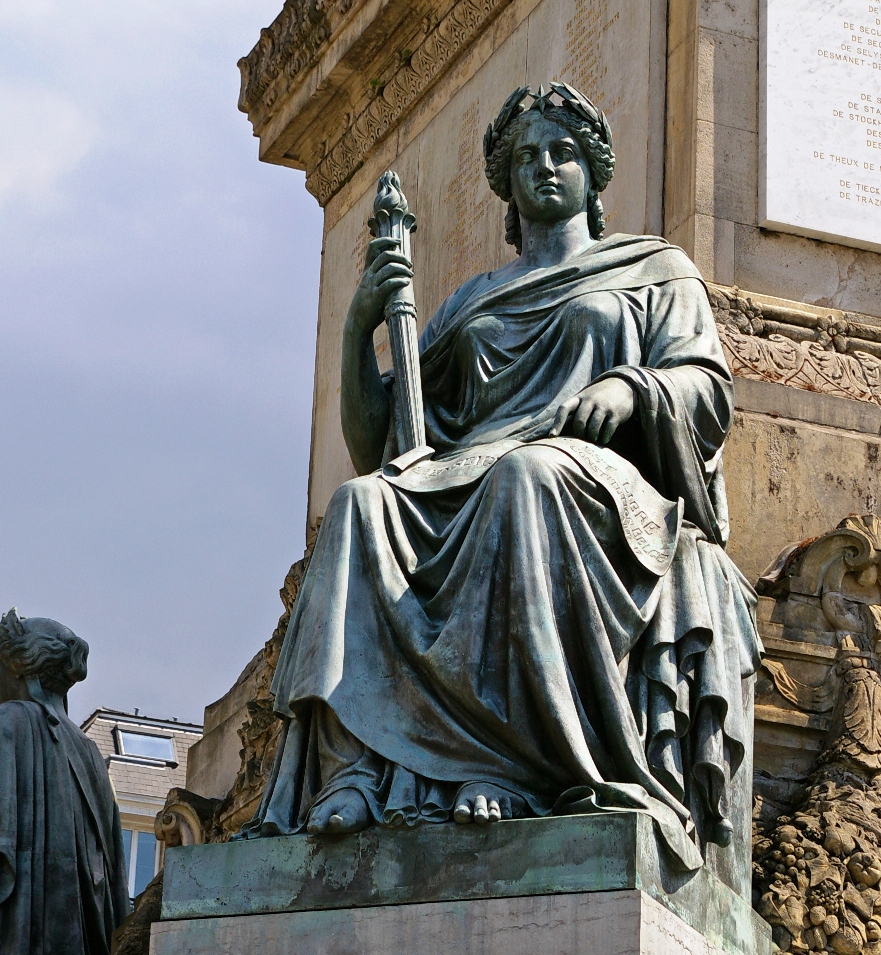
Liberté de l'enseignement.
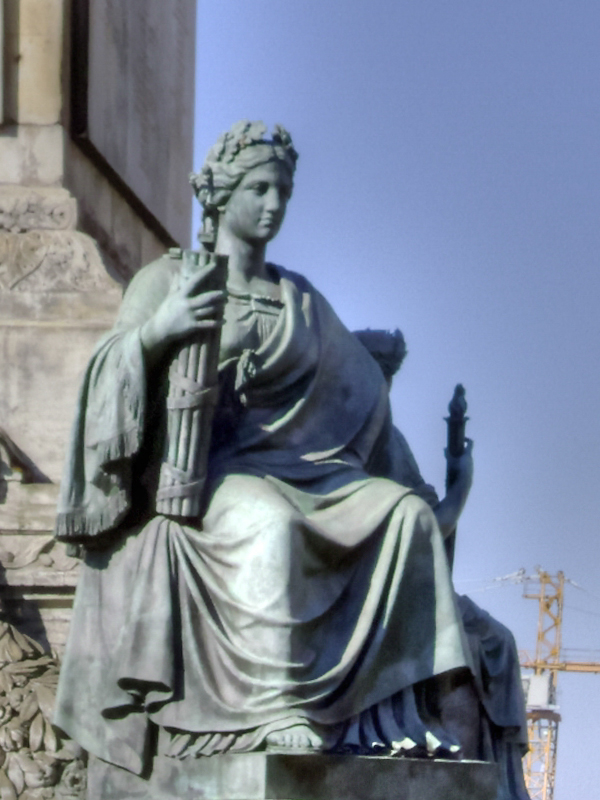
Liberté d'association.
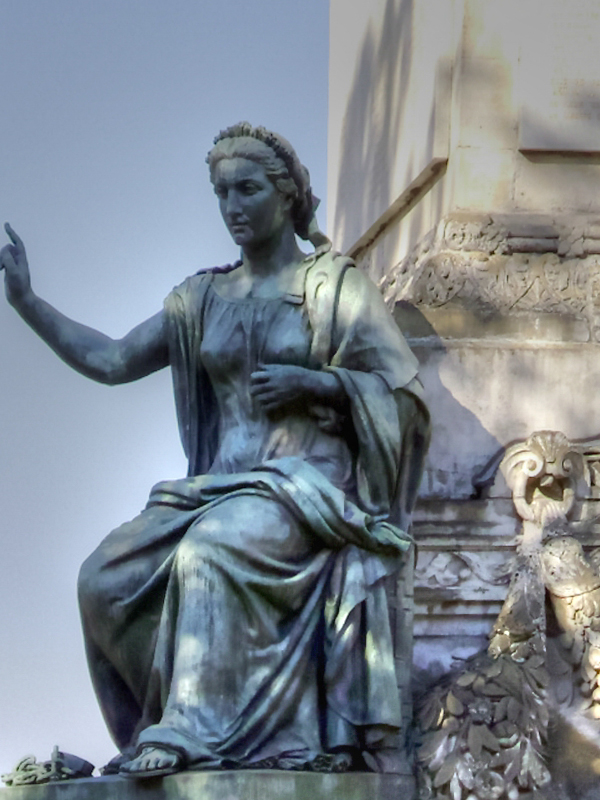
Liberté des cultes.
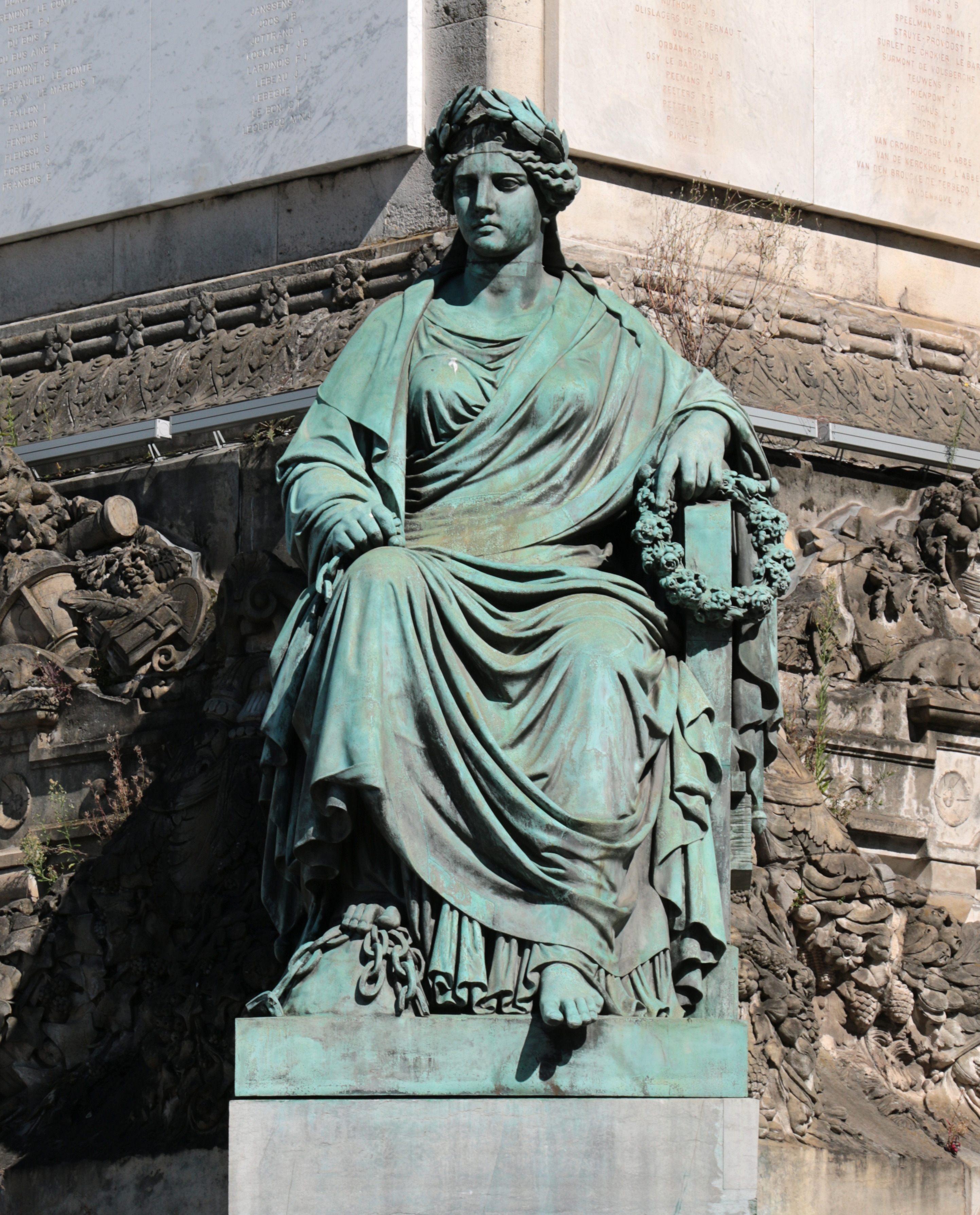
Liberté de la Presse.

## Le Soldat inconnu

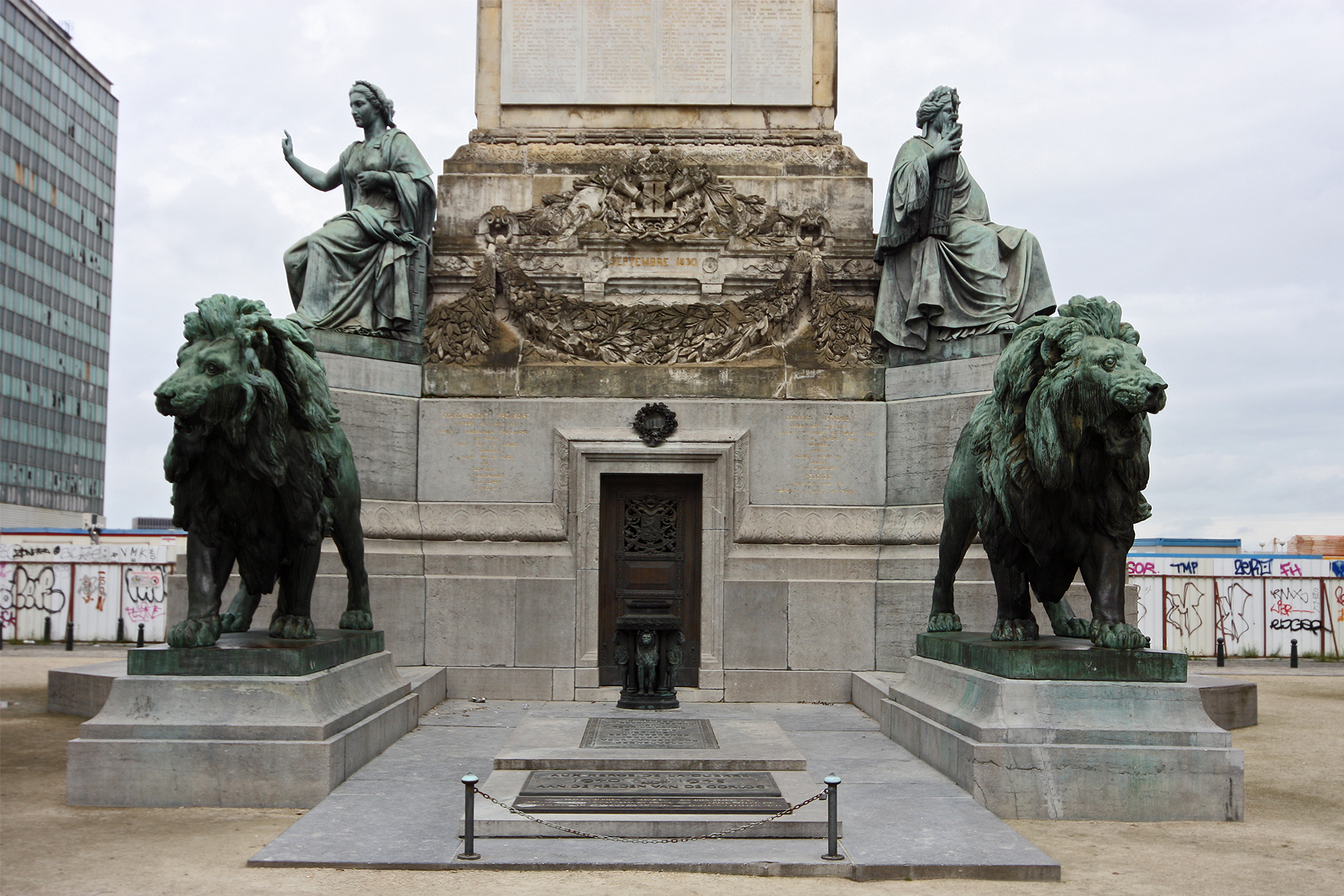
Tombe du Soldat inconnu

Le Soldat inconnu a été inhumé au pied de la colonne entre les deux lions, le 11 novembre 1922,.  
Suivant l’exemple des pays voisins, la Belgique décide en 1922 de rendre hommage aux victimes des combats de la Première Guerre mondiale au travers d’un soldat anonyme. Celui-ci sera choisi au hasard par Reinold Haesebrouck, vétéran aveugle de guerre,, parmi cinq cercueils contenant les corps de soldats belges non identifiés tombés sur cinq des principaux champs de bataille de Belgique, en provinces de Liège, Namur, Anvers, Flandre orientale et Flandre occidentale,. Il est inhumé sous une dalle gravée, auprès d’une flamme éternelle.
Plus tard, la portée symbolique du monument et de la cérémonie d’hommage annuelle seront étendues aux victimes d’autres conflits et aux militaires en mission de maintien de la paix. Après la Seconde Guerre mondiale, une deuxième dalle est posée sous la première. Une troisième est installée en 1998 portant l’inscription « Aux Belges tombés au service de la paix depuis 1945 ». 

## Statut patrimonial
La colonne du Congrès est inscrite depuis le 2 avril 1998 sur la liste de sauvegarde de la Région de Bruxelles-Capitale.

## Restauration du monument
Fortement dégradée par le temps, la colonne du Congrès a fait l'objet entre 1997 et 2002 d'importants travaux de rénovation divisés en différentes phases.

## Anecdote

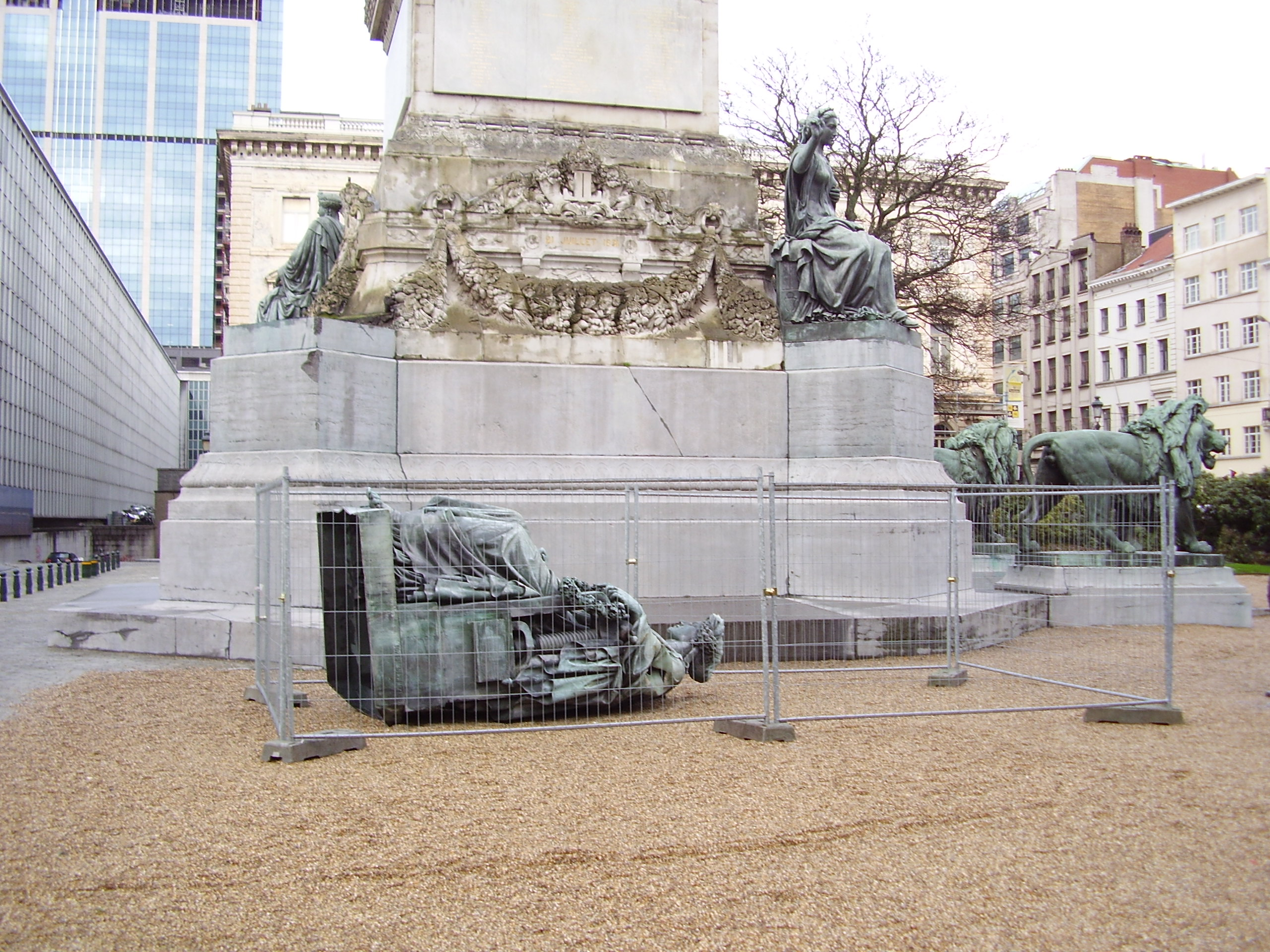
La Liberté de la Presse abattue

Lors de l'importante tempête du 18 janvier 2007, qui a touché une grande partie de l'Europe, l'imposante (mais creuse) représentation de la Liberté de la presse a été projetée en bas de son socle. La statue de bronze, d'une hauteur de 3,5 mètres et d'une masse estimée à 1,5 tonne, qui avait résisté durant 150 ans, est abîmée lors de sa chute (idem pour la base en pierre bleue), ce qui lui vaudra d'être restaurée.